# Милена Микони
Милена Микони (на италиански: Milena Miconi) е италианска актриса, родена през 1971. 